# La Cruz de Taratara
La Cruz de Taratara é uma cidade venezuelana, capital do município de Sucre (Falcón).